# Enceinte de Wattwiller
L'enceinte de Wattwiller est un monument historique situé à Wattwiller, dans le département français du Haut-Rhin.

## Localisation
Cette construction est située au 11, rue des Bains à Wattwiller.

## Historique
L'édifice fait l'objet d'un classement au titre des monuments historiques depuis 1928.